# Giannone de Cremona
Giannone de Cremona (en italiano: Giannone da Cremona; fl. 1459-1460), fue un condottiero italiano al servicio del Ducado de Milán y de los Estados Pontificios del siglo XV.

## Biografía
Giannone de Cremona —o posiblemente de Crema— fue un militar italiano del siglo XV que participó en las campañas contra el Imperio otomano en el Peloponeso, durante los últimos esfuerzos de resistencia del Despotado de Morea, la última provincia del Imperio bizantino.
En 1459, en el contexto del Concilio de Mantua convocado por el papa Pío II para organizar una cruzada, Bianca Maria Visconti, duquesa de Milán, ofreció una compañía de cien soldados al esfuerzo bélico, y confió su mando a Giannone. Este contingente se integró a una pequeña fuerza de trescientos hombres que fue enviada a Grecia para apoyar al déspota Tomás Paleólogo.
Giannone y sus tropas participaron activamente en el asalto a la ciudad baja de Patras en 1460, logrando su captura aunque sin poder tomar la ciudadela. Su desempeño fue elogiado por Tomás, quien escribió al duque Francesco Sforza reconociendo los valiosos servicios prestados por Giannone.
A pesar del esfuerzo inicial, las diferencias entre los aliados bizantinos e italianos, sumadas al creciente peligro otomano, llevaron a la retirada de las fuerzas italianas. No se conocen más detalles sobre la vida de Giannone tras su retorno de Morea.